# Trasportatore del glucosio

Glucosio

I trasportatori del glucosio (o glucotrasportatori) sono un insieme di proteine di membrana che consentono il passaggio del glucosio attraverso la membrana plasmatica.

## Trasporto attivo
Il simporto Na+-glucosio è un cotrasportatore, noto come SGLT o SGLUT (Sodium GLUcose Transporter), presente nella membrana apicale degli enterociti, che permette l'introduzione nella cellula di una molecola di glucosio e di due ioni di sodio. Il legame del sodio provoca una modificazione conformazionale che facilita il legame del glucosio e viceversa; poiché la concentrazione di Na+ è molto più alta nello spazio extracellulare che nel citosol (grazie all'attività della pompa sodio-potassio), il trasportatore riesce quindi a immagazzinare glucosio nella cellula contro il suo gradiente di concentrazione.
| Trasportatore | Cellule in cui è espresso                         | Gene   | Caratteristiche e ruolo        |
| ------------- | ------------------------------------------------- | ------ | ------------------------------ |
| SGLUT1        | Intestino tenue, tubulo renale (segmenti s2 e s3) | SLC5A1 | Cotrasporta 2 Na+ e 1 glucosio |
| SGLUT2        | Tubulo renale (segmento s1)                       |        | Cotrasporta 1 Na+ e 1 glucosio |

## Trasporto passivo
I trasportatori GLUT sono una famiglia di proteine di membrana che consentono la diffusione facilitata del glucosio. Sono formati da 12 segmenti ad α-elica idrofobici disposti in modo da formare un canale internamente rivestito di residui amminoacidici idrofili. Esistono diverse isoforme dei trasportatori del glucosio, ciascuna con specifiche caratteristiche di cinetica, di distribuzione tissutale e di funzione. Nell'uomo esistono dodici tipi di trasportatori.
| Trasportatore | Cellule in cui è espresso                                                      | Gene   | Caratteristiche e ruolo |
| ------------- | ------------------------------------------------------------------------------ | ------ | --- |
| GLUT1         | Maggior parte delle cellule del corpo umano (particolarmente negli eritrociti) | SLC2A1 | Assunzione basale di glucosio, necessaria per la respirazione cellulare |
| GLUT2         | Epatociti, cellule β del pancreas, enterociti, rene                            | SLCA2  | Bassa affinità; consente la rimozione del glucosio in eccesso dal sangue; la regolazione del rilascio di insulina; l'uscita del glucosio dalle membrane basali degli enterociti |
| GLUT3         | Neuroni                                                                        | SLCA3  | Assunzione basale di glucosio |
| GLUT4         | Miociti, adipociti, cardiomiociti, epatociti (in fase permissiva)              | SLCA4  | Assunzione di glucosio in risposta a insulina |
| GLUT5         | Intestino tenue                                                                | SLC2A5 | Maggiore affinità per il fruttosio che per il glucosio |

Il GLUT1 serve per l'assunzione basale di glucosio, e segue una cinetica di saturazione che può essere paragonata a quella enzimatica di Michaelis-Menten: il substrato è rappresentato dal glucosio extracellulare, il prodotto dal glucosio intracellulare. La velocità del trasporto dipenderà quindi dalla concentrazione del substrato: più essa è alta, maggiore sarà la velocità, fino a raggiungere quella massima quando il trasportatore è saturo. La costante di Michaelis-Menten (KM) è abbastanza bassa, e pari a circa 1,5 mM. Questo significa che il GLUT1 ha alta affinità per il substrato, e funziona a velocità massimale anche quando i livelli del glucosio ematico scendono da 5 a 2-3 mM, per assicurare il rifornimento alle cellule impegnate nel metabolismo.
Il GLUT2 ha una KM relativamente alta. Questo vuol dire che funziona a velocità sostenute solo quando la concentrazione ematica di glucosio è elevata (ad esempio dopo i pasti). Ciò serve per non sottrarre nutrimento nei periodi di digiuno a quei tessuti che si servono esclusivamente o quasi di glucosio come fonte di energia metabolica, in primis il cervello. Il GLUT2 funziona anche in senso opposto, ovvero immette fuori dagli epatociti il glucosio che è derivato dalla lisi del glicogeno.

### Dinamica del trasporto
Il GLUT (qualsiasi tipo) ha due diverse conformazioni: una con il sito di legame per il glucosio sul versante interno e una con il sito sul versante esterno della membrana cellulare. Il trasporto avviene in quattro tappe:
- Il glucosio extracellulare si lega al suo sito di legame, esposto sulla faccia esterna.
- Il trasportatore cambia di conformazione: il sito di legame è ora intracellulare.
- Il glucosio è rilasciato internamente.
- Il trasportatore ritorna alla prima conformazione, con il sito di legame esposto esternamente.